# Paroxyethira hintoni
Paroxyethira hintoni är en nattsländeart som beskrevs av Leader 1972. Paroxyethira hintoni ingår i släktet Paroxyethira och familjen smånattsländor. Inga underarter finns listade i Catalogue of Life.